# Eskimo Callboy EP
Eskimo Callboy EP es el primer material discográfico de la banda Alemana de Electronicore, Eskimo Callboy. El EP fue lanzado el 25 de junio por Redfield Records. En el Spotify oficial de la banda esta colocado como "compilación" además de tener otro tipo de portada.

## Historia
Este EP fue el primer material que grabaron como banda, su primera versión fue producida por ellos mismos y auto-lanzada por EMP Merch en 2010. Luego de firmar con Redfield Records, este se encargó de relanzar y comercializar dicho EP poniendo como fecha original de lanzamiento el 25 de junio de 2011.
Tanto en Spotify como en iTunes no está incluida la "Intro" del EP. Pero en la cuenta de Youtube de Redfield Records se puede escuchar.

## Lista de canciones
| N.º | Título                           | Duración |  |
| 1.  | «Intro»                          | 0:51     |  |
| 2.  | «Monsieur Moustache vs. Clitcat» | 2:57     |  |
| 3.  | «Antichrist Sex Pornstyle»       | 3:33     |  |
| 4.  | «Hey Mrs. Dramaqueen»            | 3:29     |  |
| 5.  | «Prom Night»                     | 3:22     |  |
| 6.  | «Outro»                          | 1:33     |  |

## Músicos

### Eskimo Callboy
- Sebastian "Sushi" Biesler – Voz
- Kevin Ratajczak – Voz, Teclados
- Daniel "Danskimo" Haniß – Guitarra
- Pascal Schillo – Guitarra
- Daniel Klossek – Bajo
- Michael "Micha" Malitzki – Batería